# Tư trị thông giám
Tư trị thông giám (chữ Hán: 資治通鑒; Wade-Giles: Tzuchih T'ungchien) là một cuốn biên niên sử quan trọng của Trung Quốc, với tổng cộng 294 thiên và khoảng 3 triệu chữ. Tác giả chính của cuốn sử này là Tư Mã Quang – nhà sử học thời Tống.

## Lịch sử
Ban đầu, Tư Mã Quang đặt tên sách là Thông chí, sau đó Tống Thần Tông đổi tên sách thành Tư trị thông giám với hàm ý nhìn việc xưa để thấy rõ việc ngày nay.
Ngoài Tư Mã Quang đóng vai trò chủ biên, những người biên soạn còn có Lưu Thứ, Lưu Ban, Phạm Tổ Vũ và con trai Tư Mã Quang là Tư Mã Khang.
Theo sự phân công của Tư Mã Quang:
- Lưu Ban soạn về giai đoạn Lưỡng Hán
- Lưu Thứ soạn giai đoạn Lưỡng Tấn Nam Bắc triều
- Phạm Tổ Vũ soạn giai đoạn Tùy Đường, Ngũ Đại

Bộ sách là kết quả lao động cật lực của các tác giả sau 19 năm. Để có được công trình này, Tư Mã Quang và các cộng sự đã bỏ ra gần như cả cuộc đời nghiên cứu, khảo chứng. Khi bộ sách hoàn thành năm 1084, Lưu Ban 62 tuổi trông già như ông lão 80, Phạm Tổ Vũ mới 43 tuổi tóc đã bạc, còn Tư Mã Quang 65 tuổi, tóc bạc da mồi và răng rụng. Cuối năm 1084, dù trời mùa đông đầy tuyết, Tư Mã Quang vẫn đóng sách vào 10 chiếc hòm được trang trí chạm trổ lộng lẫy và thân chinh áp tải từ Lạc Dương đến Biện Kinh dâng lên Tống Thần Tông. Khi Tư trị thông giám được mang in ấn nhân bản chưa đầy 1 tháng (1086) thì Tư Mã Quang qua đời vì lao lực.

## Sử liệu và biên soạn
Triều đình rất ủng hộ việc soạn sách của Tư Mã Quang, cung cấp cho ông nguồn sử liệu phong phú và đa dạng:
1. Tàng thư của triều đình có 30.699 quyển sách
2. Đích thân Tống Thần Tông ban cho ông 2.400 quyển sách khác
3. Tư Mã Quang tự sưu tầm hơn 5.000 quyển sách ở nhà riêng

Tổng cộng số sách mà Tư Mã Quang và những người cộng sự đã tham khảo để soạn Tư trị thông giám lên đến gần 4 vạn cuốn. Thời đó sách đã được in trên giấy, tương truyền số sách tham khảo chất đầy 2 gian phòng.
Quá trình biên soạn của Tư Mã Quang và những người phụ tá chia làm 3 bước:
1. Sắp xếp lại các nguồn sử liệu theo trật tự thời gian, phân loại các tài liệu theo hạng mục
2. Trường biên, sơ bộ xử lý nguồn tư liệu đã sắp xếp, xem xét lựa chọn và cắt bỏ những phần không liên quan, đồng thời hiệu chỉnh cách hành văn
3. San thành định cảo, do Tư Mã Quang trực tiếp đọc, nghiên cứu, khảo đính những điểm giống và khác nhau giữa các tư liệu và loại bỏ những phần thừa, chỉnh lý và hoàn thành bản thảo.

## Nội dung
Tác phẩm Tư trị thông giám được viết theo thể biên niên, khái quát một thời kỳ lịch sử dài 1362 năm, từ năm 403 TCN thời Chiến Quốc đến năm 959 hết thời Hậu Chu. Toàn bộ tác phẩm có 294 quyển, có khoảng 3 triệu chữ, ngoài ra còn có 30 quyển mục lục, 30 quyển Khảo dị (khảo sát sự giống và khác nhau).
Tư trị thông giám được chia thành 16 kỷ:
1. Chu kỷ, 5 quyển, ghi chép về nhà Chu (từ năm 403 TCN, khi Chu Uy Liệt Vương phong cho ba họ Hàn, Triệu, Ngụy ở nước Tấn trở thành chư hầu)
  - Quyển 1: Từ Mậu Dần (403 TCN) đến Nhâm Tí (369 TCN), Uy Liệt vương năm 23 đến Liệt vương năm 7, gồm 35 năm.
  - Quyển 2: Từ Quý Sửu (368 TCN) đến Canh Tí (321 TCN), Hiển vương năm 1 đến năm 48, gồm 48 năm.
  - Quyển 3: Từ Tân Sửu (320 TCN) đến Quý Hợi (298 TCN), Thận Tịnh vương năm 1 đến Noản vương năm 17, gồm 23 năm.
  - Quyển 4: Từ Giáp Tí (297 TCN) đến Mậu Tí (273 TCN), Noản vương năm 18 đến năm 42, gồm 25 năm.
  - Quyển 5: Từ Kỉ Sửu (272 TCN) đến Ất Tị (256 TCN), Noản vương năm 43 đến năm 59, gồm 17 năm.
2. Tần kỷ, 3 quyển, ghi chép về nhà Tần. Chu kỷ và Tần kỷ nguyên là quyển Thông chí mà Tư Mã Quang đã dâng lên Tống Anh Tông năm 1066.
  - Quyển 6: Từ Bính Ngọ (255 TCN) đến Quý Dậu (228 TCN), Chiêu Tương vương năm 52 đến Thủy hoàng đế năm 19, gồm 28 năm.
  - Quyển 7: Từ Giáp Tuất (227 TCN) đến Nhâm Mùi (209 TCN), Thủy hoàng đế năm 20 đến Nhị Thế năm 1, gồm 19 năm.
  - Quyển 8: Từ Quý Tị (208 TCN) đến Giáp Ngọ (207 TCN), Tần Nhị Thế năm 2 đến năm 3, gồm 2 năm.
3. Hán kỷ, 60 quyển, ghi chép về nhà Hán
  - Quyển 9: Từ Ất Mùi (206 TCN) đến Bính Thân (205 TCN), Cao Đế năm 1 đến năm 2, gồm 2 năm.
  - Quyển 10: Từ Đinh Dậu (204 TCN) đến Mậu Tuất (203 TCN), Cao Đế năm 3 đến năm 4, gồm 2 năm.
  - Quyển 11: Từ Kỉ Hợi (202 TCN) đến Tân Sửu (200 TCN), Cao Đế năm 5 đến năm 7, gồm 3 năm.
  - Quyển 12: Từ Nhâm Dần (199 TCN) đến Quý Sửu (188 TCN), Cao Đế năm 8 đến Huệ Đế năm 7, gồm 12 năm.
  - Quyển 13: Từ Giáp Dần (187 TCN) đến Quý Hợi (178 TCN), Cao Hậu nguyên niên đến Văn Đế Tiền năm 2, gồm 10 năm.
  - Quyển 14: Từ Giáp Tí (177 TCN) đến Tân Mùi (170 TCN), Văn Đế Tiền năm 3 đến năm 10, gồm 8 năm.
  - Quyển 15: Từ Nhâm Thân (169 TCN) đến Bính Tuất (155 TCN), Văn Đế Tiền năm 11 đến Cảnh Đế Tiền năm 2, gồm 15 năm.
  - Quyển 16: Từ Đinh Hợi (154 TCN) đến Canh Tí (141 TCN), Cảnh Đế Tiền năm 3 đến Hậu năm 3, gồm 14 năm.
  - Quyển 17: Từ Tân Sửu (140 TCN) đến Đinh Mùi (134 TCN), Võ đế Kiến Nguyên năm 1 đến Nguyên Quang năm 1, gồm 7 năm.
  - Quyển 18: Từ Mậu Thân (133 TCN) đến Bính Tuất (125 TCN), Võ Đế Nguyên Quang năm 2 đến Nguyên Sóc năm 4, gồm 9 năm.
  - Quyển 19: Từ Đinh Tị (124 TCN) đến Nhâm Tuất (119 TCN), Võ Đế Nguyên Sóc năm 5 đến Nguyên Thú năm 4, gồm 6 năm.
  - Quyển 20: Từ Quý Hợi (118 TCN) đến Tân Mùi (110 TCN), Võ Đế Nguyên Thú năm 5 đến Nguyên Phong năm 1, gồm 9 năm.
  - Quyển 21: Từ Nhâm Thân (109 TCN) đến Nhâm Ngọ (99 TCN), Võ Đế Nguyên Phong năm 2 đến Thiên Hán năm 2, gồm 11 năm.
  - Quyển 22: Từ Quý Mùi (98 TCN) đến Giáp Ngọ (87 TCN), Võ Đế Thiên Hán năm 3 đến Hậu Nguyên năm 2, gồm 12 năm.
  - Quyển 23: Từ Ất Mùi (86 TCN) đến Bính Ngọ (75 TCN), Chiêu Đế Thủy Nguyên năm 1 đến Phụng Nguyên năm 6, gồm 12 năm.
  - Quyển 24: Từ Đinh Mùi (74 TCN) đến Quý Sửu (68 TCN), Chiêu Đế Nguyên Bình nguyên niên đến Tuyên Đế Địa Tiết năm 2, gồm 7 năm.
  - Quyển 25: Từ Giáp Dần (67 TCN) đến Kỷ Mùi (62 TCN), Tuyên Đế Địa Tiết năm 3 đến Nguyên Khang năm 4, gồm 7 năm.
  - Quyển 26: Từ Canh Thân (61 TCN) đến Nhâm Tuất (59 TCN), Tuyên Đế Thần Tước nguyên niên đến năm thứ 3, gồm 3 năm.
  - Quyển 27: Từ Quý Hợi (58 TCN) đến Nhâm Thân (49 TCN), Tuyên Đế Thần Tước năm 4 đến Hoàng Long nguyên niên, gồm 10 năm.
  - Quyển 28: Từ Quý Dậu (48 TCN) đến Kỷ Mão (42 TCN), từ Nguyên Đế Sơ Nguyên nguyên niên đến Vĩnh Quang năm 2, gồm 7 năm.
  - Quyển 29: Từ Canh Thìn (41 TCN) đến Mậu Tý (33 TCN), từ Nguyên Đế Vĩnh Quang năm 3 đến Cánh Ninh nguyên niên, gồm 9 năm.
  - Quyển 30: Từ Kỷ Sửu (32 TCN) đến Mậu Tuất (23 TCN), Thành Đế Kiến Thủy nguyên niên đến Dương Sóc năm 2, gồm 9 năm.
  - Quyển 31: Từ Kỷ Hợi (22 TCN) đến Đinh Mùi (14 TCN), Thành Đế Dương Sóc năm 3 đến Vĩnh Thủy năm 3, gồm 9 năm.
  - Quyển 32: Từ Mậu Thân (13 TCN) đến Quý Sửu (8 TCN), Thành Đế Vĩnh Thủy năm 4 đến Tuy Hòa nguyên niên, gồm 6 năm.
  - Quyển 33: Từ Giáp Dần (7 TCN) đến Ất Mão (6 TCN), Thành Đế Tuy Hòa năm 2 đến Ai Đế Kiến Bình nguyên niên, gồm 2 năm.
  - Quyển 34: Từ Bính Thìn (5 TCN) đến Mậu Ngọ (3 TCN), Ai Đế Kiến Bình năm 2 đến năm 4, gồm 3 năm.
  - Quyển 35: Từ Kỷ Mùi (2 TCN) đến Nhâm Tuất (2), Ai Đế Nguyên Thọ nguyên niên đến Bình Đế Nguyên Thủy năm 2, gồm 4 năm.nguyên thủy nguyên niên nhị niên
  - Quyển 36: Từ Quý Hợi (3) đến Mậu Thìn (8), Bình Đế Nguyên Thủy năm 3 đến Vương Mãng Sơ Thủy nguyên niên, gồm 6 năm.
  - Quyển 37: Từ Kỷ Tị (9) đến Giáp Tuất (14), Vương Mãng Thủy Kiến Quốc nguyên niên đến Thiên Phụng nguyên niên, gồm 6 năm.
  - Quyển 38: Từ Ất Hợi (15) đến Nhâm Ngọ (22), Vương Mãng Thiên Phụng năm 2 đến Địa Hoàng năm 3, gồm 8 năm.
  - Quyển 39: Từ Quý Mùi (23) đến Giáp Thân (24), Hoài Dương vương Canh Thủy nguyên niên đến năm 2, gồm 2 năm.
  - Quyển 40: Từ Ất Dậu (25) đến Bính Tuất (26), Quang Vũ đế Kiến Vũ nguyên niên đến năm 2, gồm 2 năm.
  - Quyển 41: Từ Đinh Hợi (27) đến Kỷ Sửu (29), Quang Vũ Đế Kiến Vũ năm 3 đến năm 5, gồm 3 năm.
  - Quyển 42: Từ Canh Dần (30) đến Ất Mùi (35), Quang Vũ Đế Kiến Vũ năm 6 đến năm 11, gồm 6 năm.
  - Quyển 43: Từ Bính Thân (36) đến Bính Ngọ (46), Quang Vũ Đế Kiến Vũ năm 12 đến năm 22, gồm 11 năm.
  - Quyển 44: Từ đinh vị(47) đến Canh Thân (60), Quang Vũ Đế Kiến Vũ năm 23 đến Minh Đế Vĩnh Bình năm 3, gồm 14 năm.
  - Quyển 45: Từ Tân Dậu (61) đến Ất Hợi (75), từ Minh Đế Vĩnh Bình năm 4 đến năm 18, gồm 15 năm.
  - Quyển 46: Từ Bính Tí (76) đến Giáp Thân (84), từ Chương Đế Kiến Sơ nguyên niên đến Nguyên Hòa nguyên niên, gồm 9 năm.
  - Quyển 47: Từ Ất Dậu (85) đến Tân Mão(91), Chương Đế Nguyên Hòa năm 2 đến Hòa Đế Vĩnh Nguyên năm 3, gồm 7 năm.
  - Quyển 48: Từ Nhâm Thìn (92) đến Ất Tị (105), Hòa Đế Vĩnh Nguyên năm 4 đến Nguyên Hưng nguyên niên, gồm 14 năm.
  - Quyển 49: Từ Bính Ngọ (106) đến Ất Mão (115), Thương Đế Diên Bình nguyên niên đến An Đế Nguyên Sơ năm 2, gồm 10 năm.
  - Quyển 50: Từ Bính Thìn (116) đến Giáp Tý (124), An Đế Nguyên Sơ năm 3 đến Diên Quang năm 3, gồm 9 năm.
  - Quyển 51: Từ Ất Sửu (125) đến Quý Dậu (133), An Đế Diên Quang năm 4 đến Thuận Đế Dương Gia năm 2, gồm 9 năm.
  - Quyển 52: Từ Giáp Tuất (134) đến Ất Dậu (145), Thuận Đế Dương Gia năm 3 đến Xung Đế Vĩnh Gia nguyên niên, gồm 12 năm.
  - Quyển 53: Từ Bính Tuất (146) đến Bính Thân (156), Chất Đế Bản Sơ nguyên niên đến Hoàn Đế Nguyên Thọ năm 2, gồm 11 năm.
  - Quyển 54: Từ Đinh Dậu (157) đến Quý Mão (163), Hoàn Đế Vĩnh Thọ năm 3 đến Diên Hy năm 6, gồm 7 năm.
  - Quyển 55: Từ Giáp Thìn (164) đến Bính Ngọ (166), Hoàn Đế Diên Hy năm 7 đến năm 9, gồm 3 năm.
  - Quyển 56: Từ Đinh Mùi (167) đến Tân Hợi (171), Hoàn Đế Vĩnh Khang nguyên niên đến Linh Đế Kiến Ninh năm 4, gồm 5 năm
  - Quyển 57: Từ Nhâm Tí (172) đến Canh Thân (180), Linh Đế Hy Bình nguyên niên đến Quảng Hòa năm 3, gồm 9 năm.
  - Quyển 58: Từ Tân Dậu (181) đến Đinh Mão (187), Linh Đế Quang Hòa năm 4 đến Trung Bình năm 4, gồm 7 năm.
  - Quyển 59: Từ Mậu Thìn (188) đến Canh Ngọ (190), Linh Đế Trung Bình năm 5 đến Hiến Đế Sơ Bình nguyên niên, gồm 3 năm.
  - Quyển 60: Từ Tân Mùi (191) đến Quý Dậu (193), Hiến Đế Sơ Bình năm 2 đến năm 4, gồm 3 năm
  - Quyển 61: Từ Giáp Tuất (194) đến Ất Hợi (195), Hiến Đế Hưng Bình nguyên niên đến năm 2, gồm 2 năm.
  - Quyển 62: Từ Bính Tí (196) đến Mậu Dần (198), Hiến Đế Kiến An nguyên niên đến năm 3, gồm 3 năm.
  - Quyển 63: Từ Kỷ Mão (199) đến Canh Thìn (200), Hiến Đế Kiến An năm 4 đến năm 5, gồm 2 năm.
  - Quyển 64: Từ Tân Tị (201) đến Ất Dậu (205), Hiến Đế Kiến An năm 6 đến năm 10, gồm 5 năm.
  - Quyển 65: Từ Bính Tuất (206) đến Mậu Tí (208), Hiến Đế Kiến An năm 11 đến năm 13, gồm 3 năm.
  - Quyển 66: Từ Kỷ Sửu (209) đến Quý Tị (213), Hiến Đế Kiến An năm 14 đến năm 18, gồm 5 năm.
  - Quyển 67: Từ Giáp Ngọ (214) đến Bính Thân (216), Hiến Đế Kiến An năm 19 đến năm 21, gồm 3 năm.
  - Quyển 68: Từ Đinh Mậu (217) đến Kỷ Hợi (219), Hiến Đế Kiến An năm 22 đến năm 24, gồm 3 năm.
4. Ngụy kỷ, 10 quyển, ghi chép về Tào Ngụy. Thục Hán và Đông Ngô không có kỷ.
  - Quyển 69: Từ Canh Tý (220) đến Nhâm Dần (222), Văn Đế Hoàng Sơ nguyên niên đến năm 3, gồm 3 năm
  - Quyển 70: Từ Quý Mão (223) đến Đinh Mùi (227), Văn Đế Hoàng Sơ năm 4 đến Minh Đế Thái Hòa nguyên niên, gồm 5 năm.
  - Quyển 71: Từ Mậu Thân (228) đến Canh Tuất (230), Minh Đế Thái Hòa năm 2 đến năm 4, gồm 3 năm.
  - Quyển 72: Từ Tân Hợi (231) đến Giáp Dần (234), Minh Đế Thái Hòa năm 5 đến Thanh Long năm 2, gồm 4 năm.
  - Quyển 73: Từ Ất Mão (235) đến Đinh Tị (237), Minh Đế Thanh Long năm 3 đến Cảnh Sơ nguyên niên, gồm 3 năm.
  - Quyển 74: Từ Mậu Ngọ (238) đến Ất Sửu (245), Minh Đế Cảnh Sơ năm 2 đến Thiệu Lăng Lệ công Chánh Thủy năm 6, gồm 8 năm.
  - Quyển 75: Từ Bính Dần (246) đến Nhâm Thân (252), Thiệu Lăng Lệ công Chánh Thủy năm 7 đến Gia Bình năm 4, gồm 7 năm.
  - Quyển 76: Từ Quý Dậu (253) đến Ất Hợi (255), Thiệu Lăng Lệ công Gia Bình năm 5 đến Cao Quý Hương công Chánh Nguyên năm 2, gồm 3 năm.
  - Quyển 77: Từ Bính Tí (256) đến Tân Tị (261), Cao Quý Hương công Cam Lộ nguyên niên đến Nguyên Đế Cảnh Nguyên năm 2, gồm 6 năm.
  - Quyển 78: Từ Nhâm Ngọ (262) đến Giáp Thân (264), Nguyên Đế Cảnh Nguyên năm 3 đến Hàm Hi nguyên niên, gồm 3 năm.
5. Tấn kỷ, 40 quyển, ghi chép về nhà Tấn
  - Quyển 79: Từ Ất Dậu (265) đến Nhâm Thìn (272), Vũ Đế Thái Thủy nguyên niên đến năm 8, gồm 8 năm.
  - Quyển 80: Từ Quý Tị (273) đến Kỷ Hợi (279), Vũ Đế Thái Thủy năm 9 đến Hàm Ninh năm 5, gồm 7 năm.
  - Quyển 81: Từ Canh Tí (280) đến Mậu Thân (288), Vũ Đế Thái Khang nguyên niên năm năm 9, gồm 9 năm.
  - Quyển 82: Từ kỉ dậu (289) đến Mậu Ngọ (298), Vũ Đế Thái Khang năm 10 đến Huệ Đế Nguyên Khang năm 8, gồm 10 năm.
  - Quyển 83: Từ Kỷ Mùi (299) đến Canh Thân (300), Huệ Đế Nguyên Khang năm 9 đến Vĩnh Khang nguyên niên, gồm 2 năm.
  - Quyển 84: Từ Tân Dậu (301) đến Nhâm Tuất (302), Huệ Đế Vĩnh Ninh nguyên niên đến Thái An nguyên niên, gồm 2 năm.
  - Quyển 85: Từ Quý Hợi (303) đến Giáp Tí (304), Huệ Đế Thái An năm 2 đến Vĩnh Hưng nguyên niên, gồm 2 năm.
  - Quyển 86: Từ Ất sửu (305) đến Mậu Thần (308), Huệ Đế Vĩnh Hưng năm 2 đến Hoài Đế Vĩnh Gia năm 2, gồm 4 năm.
  - Quyển 87: Từ Kỉ Tị (309) đến Tân Mùi (311), Hoài Đế vĩnh gia năm 3 đến năm 5, gồm 3 năm.
  - Quyển 88: Từ Nhâm Thân (312) đến Quý Dậu (313), Hoài Đế Vĩnh Gia năm 6 đến Mẫn Đế Kiến Hưng nguyên niên, gồm 2 năm.
  - Quyển 89: Từ Giáp Tuất (314) đến Bính Tí (316), Mẫn Đế Kiến Hưng năm 2 đến năm 4, gồm 3 năm.
  - Quyển 90: Từ Đinh Sửu (317) đến Mậu Dần (318), Nguyên Đế Kiến Vũ nguyên niên đến  thái hưng nguyên niên, gồm 2 năm.
6. Tống kỷ, 16 quyển, ghi chép về nhà Lưu Tống
7. Tề kỷ, 10 quyển, ghi chép về nhà Nam Tề
8. Lương kỷ, 22 quyển, ghi chép về nhà Lương
9. Trần kỷ, 10 quyển, ghi chép về nhà Trần. Các triều đại Bắc triều bao gồm Bắc Ngụy, Bắc Tề, Bắc Chu không có kỷ.
10. Tùy kỷ, 8 quyển, ghi chép về nhà Tùy
11. Đường kỷ, 81 quyển, ghi chép về nhà Đường
12. Hậu Lương kỷ, 6 quyển, ghi chép về nhà Hậu Lương
13. Hậu Đường kỷ, 8 quyển, ghi chép về nhà Hậu Đường
14. Hậu Tấn kỷ, 6 quyển, ghi chép về nhà Hậu Tấn
15. Hậu Hán kỷ, 4 quyển, ghi chép về nhà Hậu Hán
16. Hậu Chu kỷ, 5 quyển, ghi chép về nhà Hậu Chu. Các nước trong Thập quốc không có kỷ.

Tư Mã Quang viết Tư trị thông giám nhằm mục đích củng cố sự thống trị của triều đình nhà Tống nên nội dung cũng như hình thức mang màu sắc chính trị rõ nét, có thể gọi là sử chính trị. Căn cứ vào đức độ và tài năng của các bậc vua chúa, Tư Mã Quang chia thành năm loại: sáng nghiệp, thủ thành, lăng di, trung hưng và loạn vong. Những vua sáng nghiệp được đề cao như Hán Cao Tổ, Hán Quang Vũ Đế, Tùy Văn Đế, Đường Thái Tông… Những ông vua thủ thành như Hán Văn Đế, Hán Cảnh Đế… Loại vua kém nhất là loại thứ 5: loạn vong như Trần Hậu Chủ, Tùy Dạng Đế…
Tư trị thông giám chú trọng đề cập đến nhiều lĩnh vực khác của đời sống xã hội trong tiến trình phát triển của lịch sử. 
1. Về quân sự, những trận đánh nổi tiếng như trận Xích Bích hay trận Phì Thủy được đề cập không chỉ nội dung mà còn nguyên nhân cũng được nêu chi tiết.
2. Về kinh tế, Tư trị thông giám đi sâu ghi chép những chính sách ruộng đất, tô thuế và lao dịch của các triều đại. Đây là những vấn đề ảnh hưởng đến quốc kế dân sinh như biến pháp của Thương Ưởng thời Chiến Quốc, chính sách trị quốc của Hán Văn Đế, chế độ quân điền của Ngụy Hiếu Văn Đế.
3. Về văn hóa tư tưởng và học thuật, Tư trị thông giám đưa ra tổng quan về sự phát triển hưng thịnh của nền học thuật Trung Quốc từ Nho giáo, Đạo giáo, Pháp gia, Hình danh, Âm dương, Tung hoành gia; các học phái nhỏ cũng được thống kê ghi chép.

Không chỉ ghi chép các sự kiện lịch sử, Tư Mã Quang còn đưa ra những bình luận, kiến giải về các sự kiện đó. Có phần do ông ghi lại lời bình chú của người đời trước, có phần do ông tự bình chú.

## Đặc điểm và giá trị
Tư trị thông giám được đánh giá là cuốn sử biên niên quan trọng hàng đầu của Trung Quốc. Cuốn sách cung cấp những bài học kinh nghiệm cho giai cấp thống trị theo tôn chỉ ban đầu mà cuốn sách đặt ra và thực sự là kiệt tác của sử học Trung Quốc. Nhà sử học đời nhà Thanh là Vương Minh Thịnh đã đánh giá đây là một cuốn sách "không thể thiếu được trong trời đất, tất cả các học giả đều không thể không đọc".
Những ưu điểm nổi bật của Tư trị thông giám là:
1. Tập hợp lịch sử trong 1362 năm vào một bộ sách, được viết với văn phong gọn gàng, chặt chẽ và tiếp thu được một số ưu điểm của thể loại "kỷ truyện". Mỗi khi bắt đầu một sự kiện lớn trong lịch sử, tác phẩm đều nêu rõ nguyên nhân, kết quả, sử dụng nguồn sử liệu thống nhất, không bị phân tán. Điều đó mở ra một kỷ nguyên mới cho thể biên niên sử
2. Sách sáng tạo ra phương pháp biên soạn sử mới gồm 3 bước và khảo dị các sự kiện lịch sử, đóng góp to lớn vào việc soạn sách
3. Về tư tưởng sử học, Tư trị thông giám phản ánh chủ trương dựa vào sự việc để viết thành sách, không hoa mỹ, bài trừ tư tưởng mê tín, phản đối thuyết ma quỷ thần thánh, tôn sùng sự tiến bộ, khi nói sự kiện thì nói sơ lược thời cổ, nói kỹ về thời đại.

Tư trị thông giám có ảnh hưởng sâu rộng trong lịch sử sử học Trung Quốc. Sự thành công của Tư Mã Quang được sánh ngang với tác phẩm Sử ký Tư Mã Thiên.
Có một đặc điểm bị đánh giá là hạn chế của tác phẩm: thể lệ biên niên của sách chỉ biên chép 1 niên hiệu cuối cùng trong năm của các vua chúa, trên thực tế có những năm có hơn 1 niên hiệu lại không được nhắc đến, vì vậy gây khó khăn cho độc giả.

## Khái niệm chủ yếu
1. "Nhược nhục, cường thực" (Yếu thì thịt, mạnh thì ăn) - Tư Trị Thông Giám, chương Đường Kỷ 56 (唐紀 56) viết: "Nhược chi nhục, cường chi thực = Yếu thì thịt, mạnh thì ăn (弱之肉、強之食)".
2. "Giai tiền vạn lý" (Trước thềm, muôn dặm) - Tư Trị Thông Giám, chương Đường Kỷ 65 (唐紀 65) viết: "Khanh đáo bỉ vi chính thiện ác, trẫm giai tri chi, vật vị kỳ viễn. Thử giai tiền tắc vạn lý dã = Bề tôi đến kia để sửa tốt với ác, mọi sự ta đều biết, bất kỳ ở xa. Chỗ muôn dặm như ở trước thềm (卿到彼為政善惡、朕皆知之、勿謂其遠。此階前則萬里也)".

## Bản dịch tiếng Việt
Bộ Tư trị thông giám do nhóm Cổ Thư Lâu tổ chức dịch, Nhà xuất bản Văn học và Công ty TNHH Sách và Truyền thông Việt Nam xuất bản. 
- Tập 1, năm 2017, gồm Chu kỷ 5 quyển, Tần kỷ 3 quyển, Hán kỷ từ Quyển 1 đến Quyển 8.
- Tập 2, năm 2018, gồm Hán kỷ từ Quyển 9 đến Quyển 25.
- Tập 3, năm 2018, gồm Hán kỷ từ Quyển 26 đến Quyển 42.
- Tập 4, năm 2019, gồm Hán kỷ từ Quyển 43 đến Quyển 60.
- Tập 5, năm 2020, gồm Ngụy kỷ 10 Quyển, Tấn kỷ từ Quyển 1 đến Quyển 8.
- Tập 6, năm 2020, gồm Tấn kỷ từ Quyển 9 đến Quyển 24.
- Tập 7, năm 2020, gồm Tấn kỷ từ Quyển 25 đến Quyển 40.
- Tập 8, năm 2022, gồm Tống kỷ 16 Quyển.
- Tập 9, năm 2022, gồm Tề kỷ  10 Quyển, Lương kỷ từ Quyển 1 đến Quyển 6.